# Pedro Martín Aguilar
Pedro Martín Aguilar (Madrid, 3 de octubre de 1991) es un poeta, narrador, ensayista y profesor español radicado en México.

## Biografía
Nació en Madrid, España, en 1991. Obtuvo una licenciatura en lengua y literaturas Hispánicas, así como una maestría en letras, ambas por la Universidad Nacional Autónoma de México (UNAM); actualmente es estudiante del doctorado en letras españolas también por su alma mater.
Ha colaborado para distintos medios como Periódico de Poesía, Bitácora de Vuelos y Nueva Revista de Filología Hispánica. Así mismo ha impartido clases de poesía en la Universidad del Claustro de Sor Juana.
Es autor de 3 libros de poesía: Bitácora extraterrestre (2019), Palabra de la sombra (2021), y Matrioshka (2021). Como parte de su investigación literaria, publicó el ensayo Góngora metapoético: las Soledades y lo autorreferencial (2020).

### Premios y reconocimientos
Obtuvo el Premio Nacional de Narrativa "Gerardo Cornejo Murrieta" y el Premio de Poesía Joven UNAM-SECTEI en 2020.

## Publicaciones seleccionadas

### Antologías
- Gacinska, Weselina, ed. (2021). Soplo de vida : antología de animales. Madrid, España: Ojos de Sol (Poesía). ISBN 9788409345519.

### Cuentos
- Martín Aguilar, Pedro (2020). Cuentos para el fin del mundo (Primeraición edición). Ciudad de México: Elefanta editorial. ISBN 9786078749188.

### Ensayos
- Aguilar, Pedro Martín (2020). Góngora metapoético : las Soledades y lo autorreferencial. Madrid, España: Ápeiron Ediciones (Arte-Facto). ISBN 9788412238136.

### Poesía
- Aguilar, Pedro Martín (2019). Bitácora extraterrestre. Ciudad de México: Trajín. ISBN 9786075590066.
- Aguilar, Pedro Martín (2021). Palabra de la sombra. Madrid, España: Ápeiron Ediciones (Clavileño). ISBN 9788412372175.
- Aguilar, Pedro Martín (2021). Matrioshka. Ciudad de México: Dirección General de Publicaciones y Fomento Editorial [UNAM]. ISBN 9786073036917.